# Hans-Peter Jakst
Hans-Peter Jakst (Osnabruque, 23 de julho de 1954) é um ex-ciclista alemão que representou a Alemanha Ocidental em duas provas nos Jogos Olímpicos de 1976, em Montreal.